# Brug van Limyra

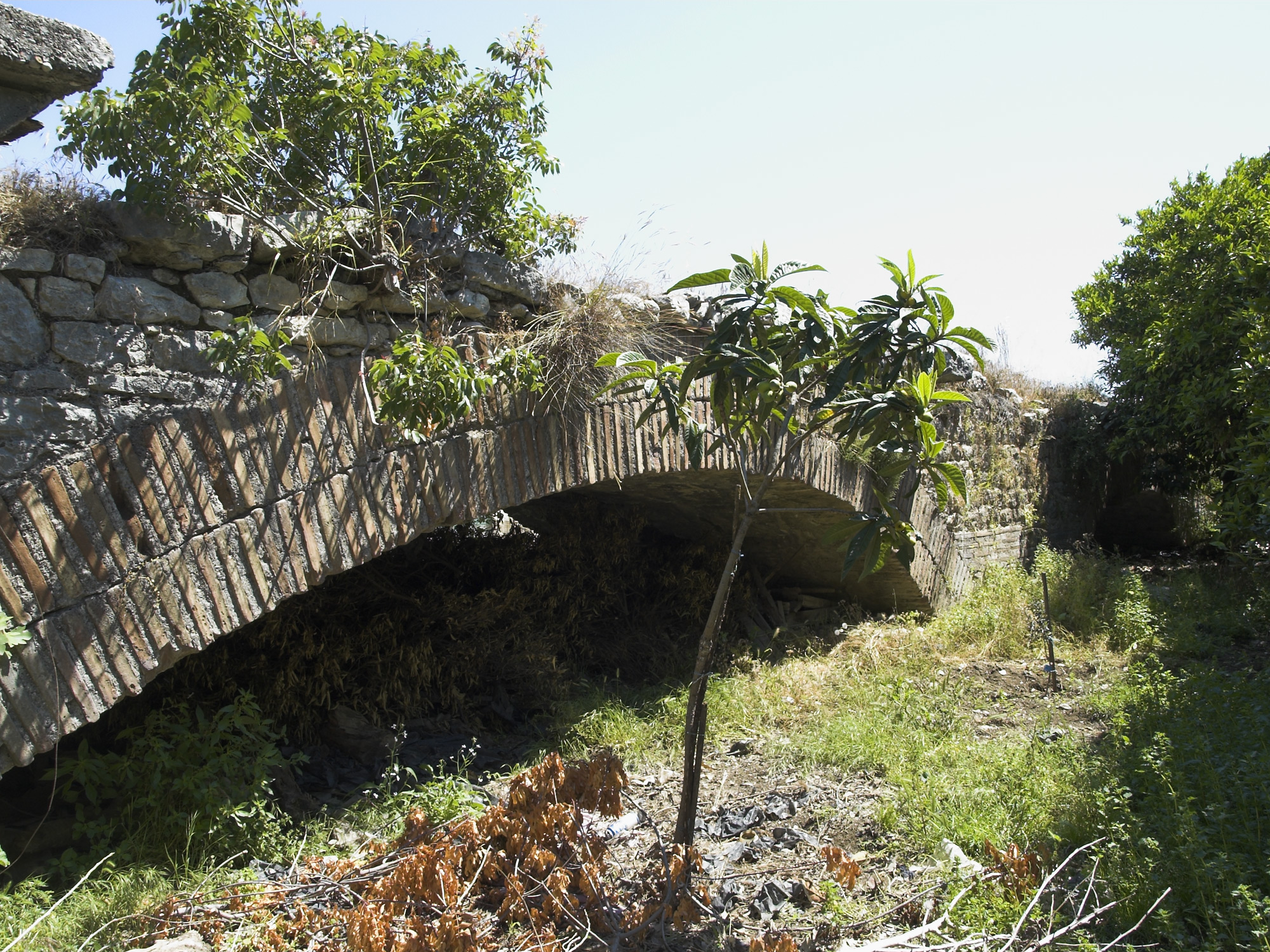
De vierde segmentboog. De eerste geslaagde bruggen met dergelijke vlakke bogen werden pas in de Late Middeleeuwen gebouwd.

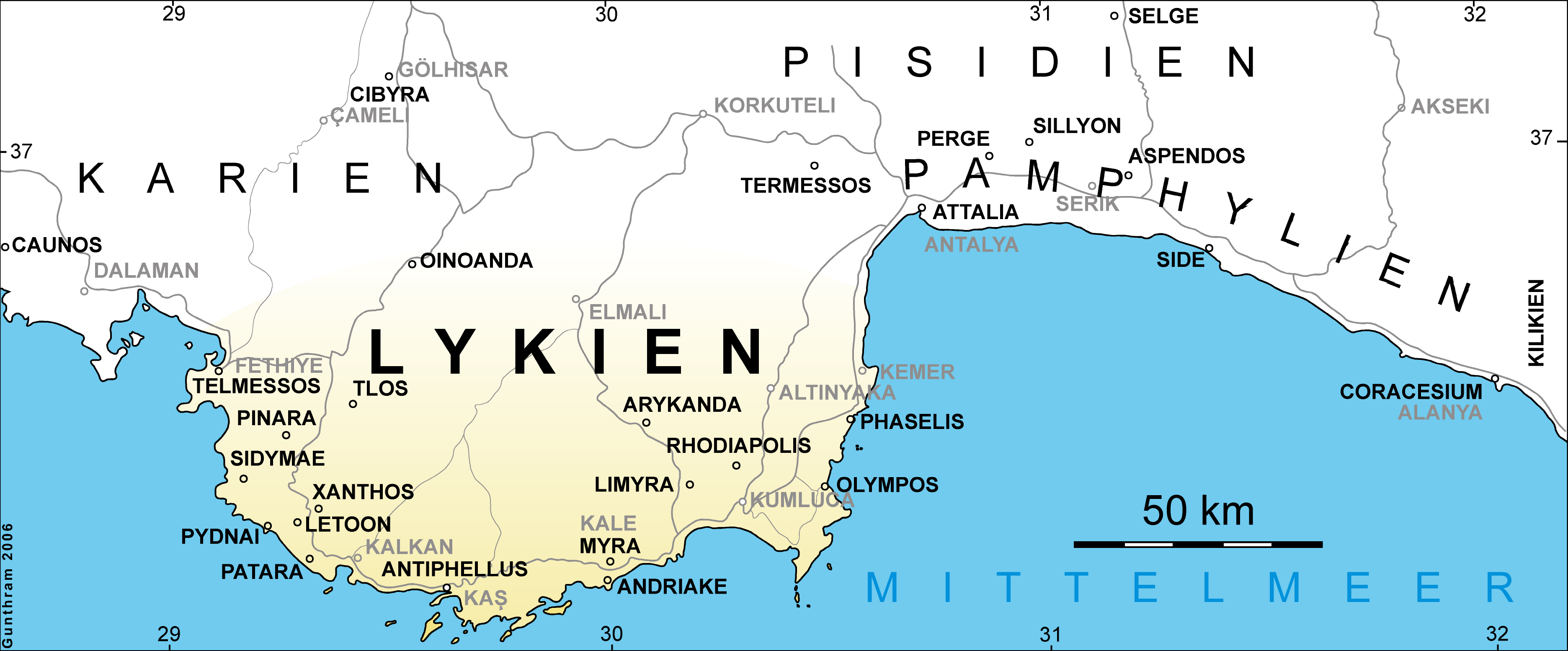
Lycië

De Laat-Romeinse Brug bij Limyra (Turks: Kırkgöz Kemeri) in het zuidwesten van het huidige Turkije is een van de oudste op segmentbogen rustende bruggen ter wereld. Het 360 meter lange kunstwerk overspant de Alakır Çayı in de buurt van de oud-Lycische stad Limyra. De zesentwintig segmentbogen, met een lengte-hoogteverhouding van 5,3:1, verlenen de boog een buitengewoon vlak profiel, dat pas in de late middeleeuwen opnieuw zou worden bereikt (Ponte Vecchio, Florence).
Ondanks de grote betekenis van deze boogbrug voor de geschiedenis van de bouwkunde, is het monument niet erg bekend; de snelle achteruitgang ervan leidde ertoe dat het Duitse Archeologische Instituut in de jaren zeventig de tot nu toe enige campagne ondernam.

## Ontdekking en onderzoek

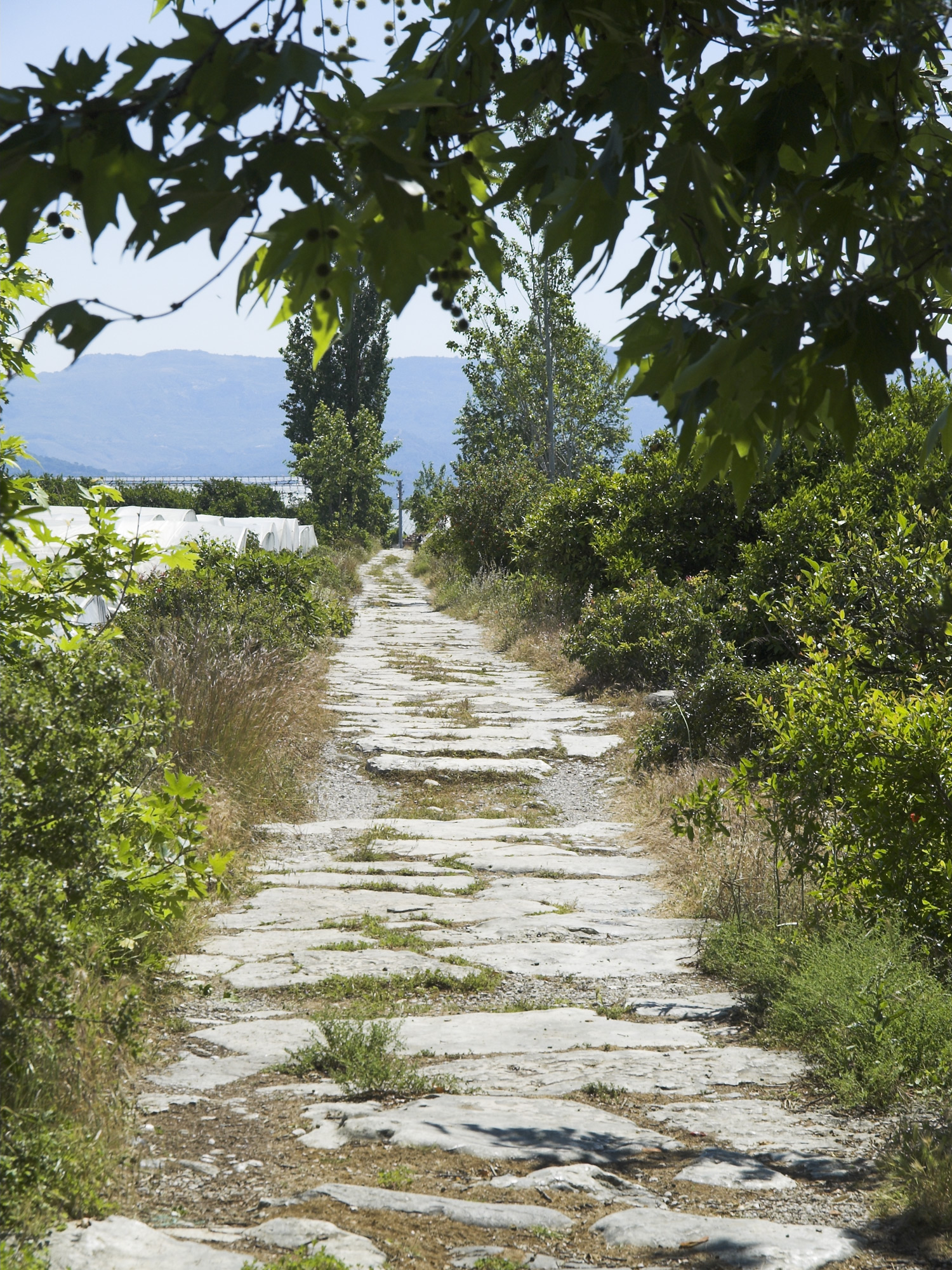
Antiek plaveisel. Overzicht naar het oosten, langs enkele kassen.

Er zijn geen antieke bronnen die melding maken over de brug. De eerste verwijzingen stammen uit Europese reisverslagen uit de negentiende eeuw. De Britse reiziger Charles Fellows (1799-1860) vermeldt van zijn bezoek in mei 1840 een brug met vijfentwintig bogen; Spratt en Forbes schrijven twee jaar later hetzelfde. Een Oostenrijkse expeditie, waaraan Otto Benndorf (1838-1907) deelnam, interpreteerde het kunstwerk in 1882 als onderdeel van de antieke straat van Limyra naar het meer naar het oostelijk gelegen Antalya.
Het eerste en tot nu toe enige wetenschappelijke onderzoek naar de brug werd in september 1973 begonnen door de Duitse architectuurhistoricus Wolfgang Wurster en de archeoloog Joachim Ganzert, en voortgezet in de drie daarop volgende jaren. De resultaten werden in 1978 gepubliceerd in de Archäologischen Anzeiger, het tijdschrift van het Duitse Archeologische Instituut, waarin erop werd gewezen dat de brug verloren dreigde te gaan:
Onlangs zijn in dit vruchtbare gebied citrusplantages aangelegd; ten oosten van de brug worden momenteel kassen gebouwd. Nu de intensieve tuinbouw hier begint, is de omgeving van de brug in groot gevaar, want de omwonenden nemen bouwmateriaal weg uit het nog intacte bruglichaam. Bulldozers die worden ingezet bij de aanleg van afwateringskanalen nemen delen van het lichaam weg en beschadigen met hun laadschoppen het plaveisel.
De Britse ingenieur O'Connor vatte in 1993 het rapport van het DAI samen in zijn monografie over Romeinse bruggen en benadrukte daarbij ook het uitzonderlijke belang van het monument. Meer wetenschappelijke publicaties over de brug van Limyra zijn niet bekend.

## Ligging

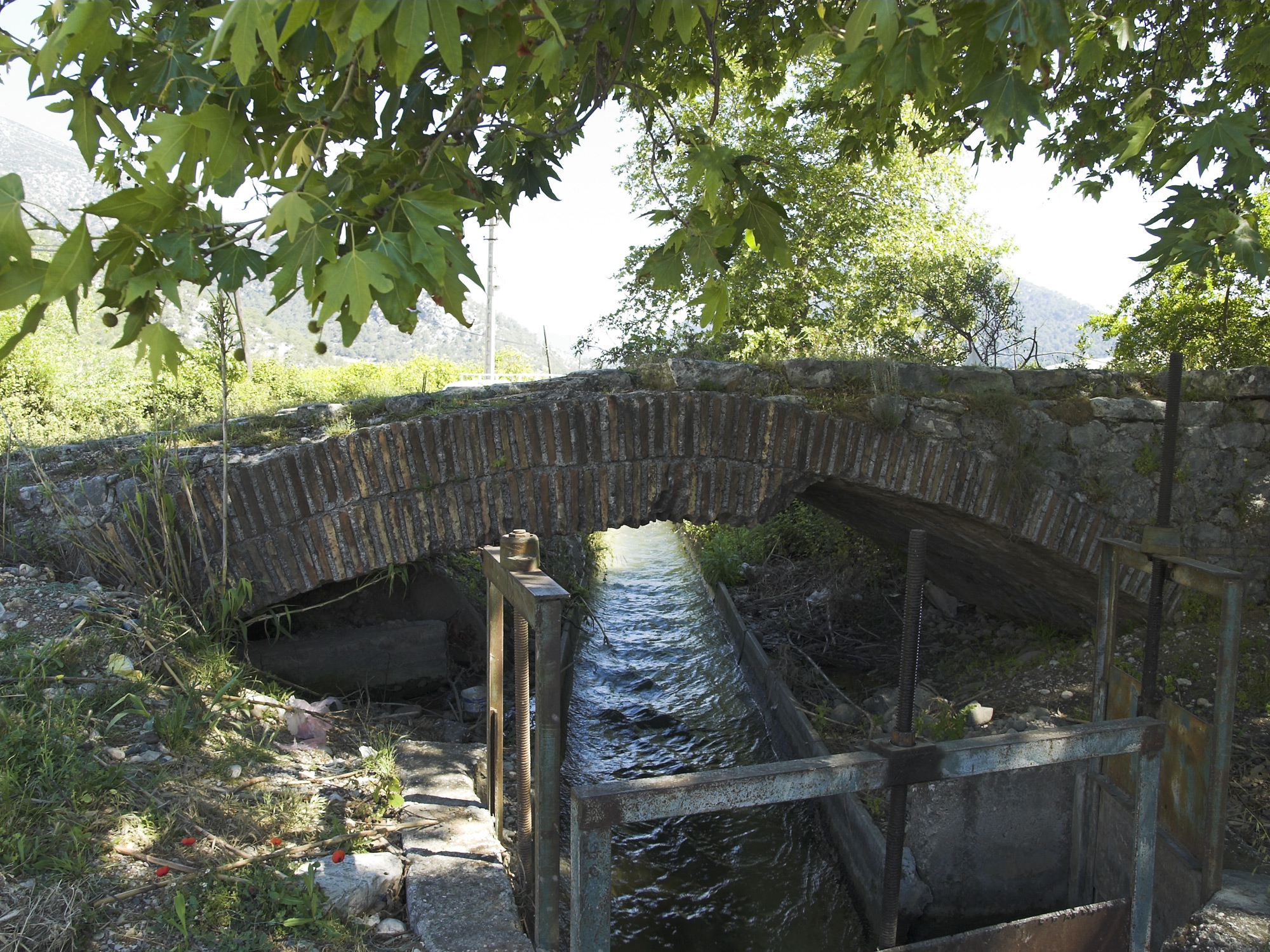
De Alakır Çayı onder de eerste boog

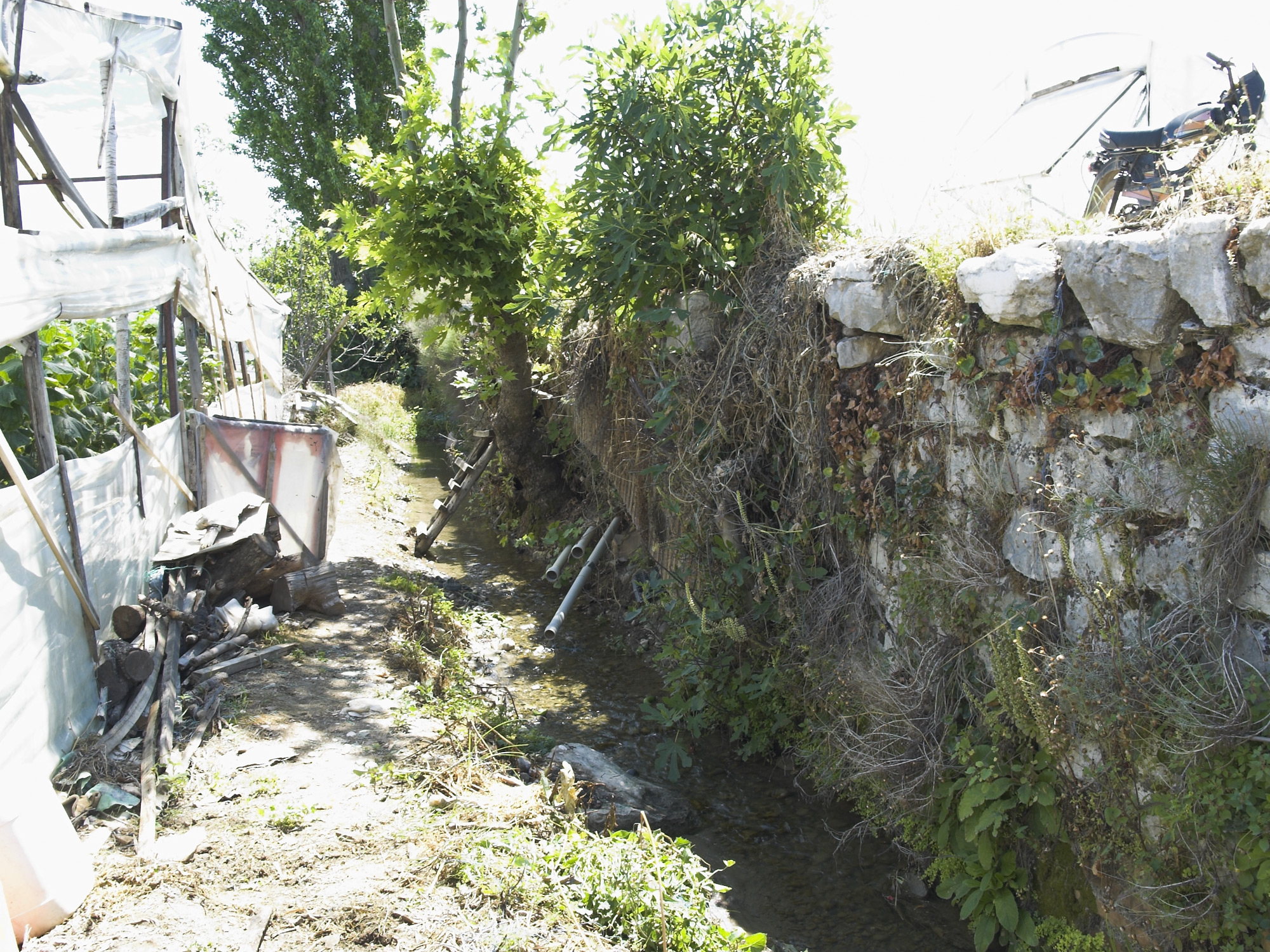
Tuinbouw bij het monument

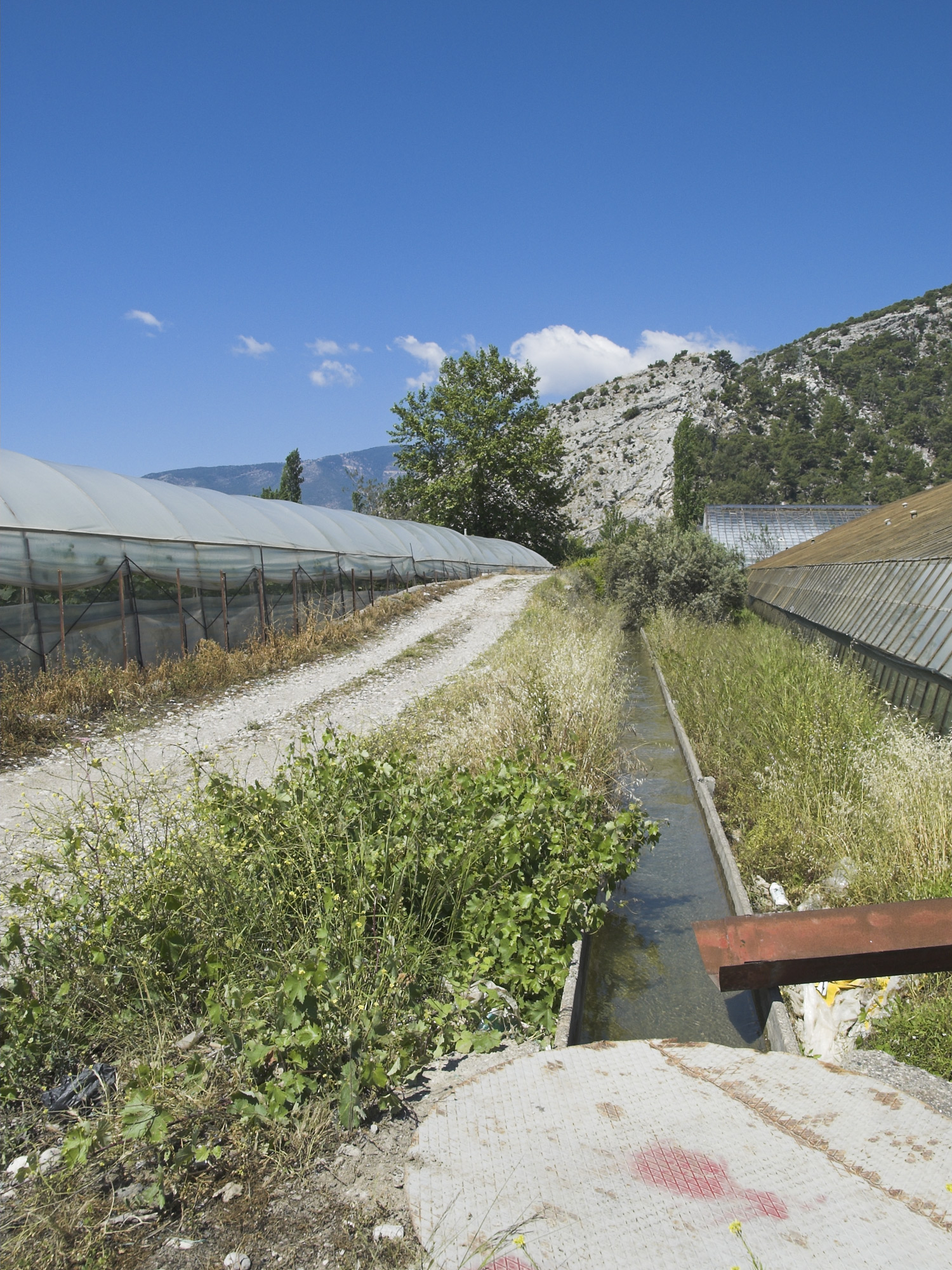
Oostelijk bruggenhoofd tussen kassen en moderne waterloop, kijkend naar de rots in het westen

De Romeinse brug overspant de Alakır Çayı, de antieke Limyrus, zo'n 3,2 kilometer ten oosten van de ruïnes van Limyra en ongeveer 3,8 kilometer ten noorden van de huidige kustlijn ter hoogte van de moderne weg van Turunçova naar Kumluca. De omgeving wordt gedomineerd door de uitlopers van de Toçak Dağı, die hier overgaan in de alluviale vlakte van de Bocht van Finike. In dit overgangsgebied werd de brug gebouwd, even boven de plaats waar de smalle rivierbedding overgaat in het wijde mondingsgebied, waar het oversteken in de regentijd moeilijk kon zijn door hoog water.
In het oosten eindigt de brug op een puinwaaier, in het westen eindigt ze rechtstreeks op een oplopende rotspunt. De hierdoor noodzakelijke scherpe bocht naar het zuiden was een gunstige plaats om de straat eventueel te versperren. In de tijd waarin Wurster en Ganzert onderzoek deden, stroomde de Alakır Çayı nog onder drie bogen door, omdat stroomopwaarts een stuwdam, de Alakır Barajı, is gebouwd om het land te bewateren en te beschermen tegen overstromingen.

## Verkeerssituatie
In tegenstelling tot veel andere Romeinse provincies was in Lycië het stratennetwerk nauwelijks ontwikkeld. Terwijl het noord-zuidverkeer hoofdzakelijk bewoog door een handvol rivierdalen, leidden de oost-west-wegen, anders dan heden ten dage, vooral over de bergkammen. De brug die bij Limyra vanuit Lycië over de Alakır Çayı naar het aangrenzende Pamphylië voerde, moet hierbij een belangrijke rol hebben gespeeld, aangezien beide gebieden tot in de vierde eeuw samen een enkele provincie vormden.
De wegen in Lycië waren zo'n drie tot vier meter breed en waren daarmee, in vergelijking tot de hoofdverkeersaders van het Imperium, van duidelijk bescheidener omvang. Mogelijk boden ze alleen ruimte aan voetgangers en lastdieren, en niet aan wagens. Dit wordt bevestigd doordat het plaveisel van de brug bij Limyra geen sporen vertoont van rijverkeer.

## Constructie

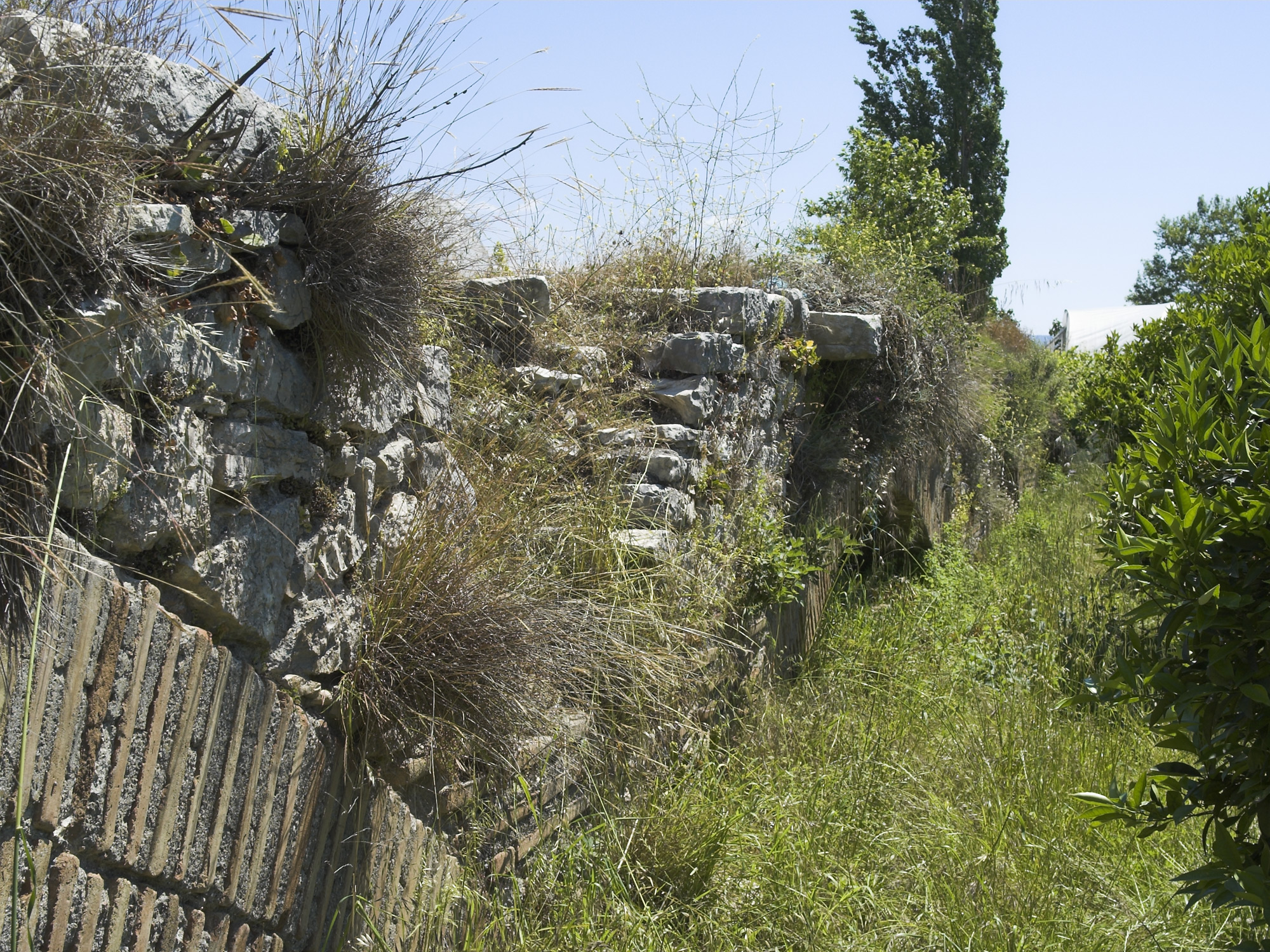
Bedekt tot aan de boogaanzetten: de pijler tussen de achtste en negende boog, gezien vanuit het zuidwesten

Met een lengte van 360 meter is de brug van Limyra het grootste antieke ingenieurswerk uit Lycië. Het monument telt zesentwintig segmentbogen, die bestaan uit twee over elkaar heen liggende rijen taps toelopende stenen. In het oostelijke bruggenhoofd bevinden zich twee kleine, gerestaureerde rondbogen, die later zijn ingevoegd en uit slechts een enkele rij taps toelopende stenen bestaan. De aanzet van de oorspronkelijke segmentboog is op de pijlers nog goed te zijn.
Bij het archeologische onderzoek stelden Wurster en Ganzert vast dat het bouwwerk tot boven de boogaanzetten was bedekt door rivierafzettingen. Pogingen de pijlers vrij te leggen, werden niet ondernomen. Twee van de achtentwintig pijlers stonden echter zodanig vrij dat de spanwijdte en de dikte van de pijler konden worden opgemeten. Hierdoor was het mogelijk de afmetingen van de andere overspanningen te berekenen.

### Segmentbogen en pijlers
Het intercolumnium van de segmentbogen, dat wil zeggen de afstand tussen de middelpunten van de pijlers, varieert tussen de 11,60 en 14,97 meter (voor boog 2 en boog 26). De overspanningen kunnen naar wijdte worden verdeeld in vier groepen:
- 11,60-12,30 m (4 bogen: 2, 3, 7, 21)
- 12,75 m (14 bogen: 5, 9-15, 17-19, 22-24)
- 13,10 m (4 bogen: 1, 4, 6, 8)
- 13,60 m (3 bogen: 16, 20, 25)

Afmetingen van een typisch boogsegment

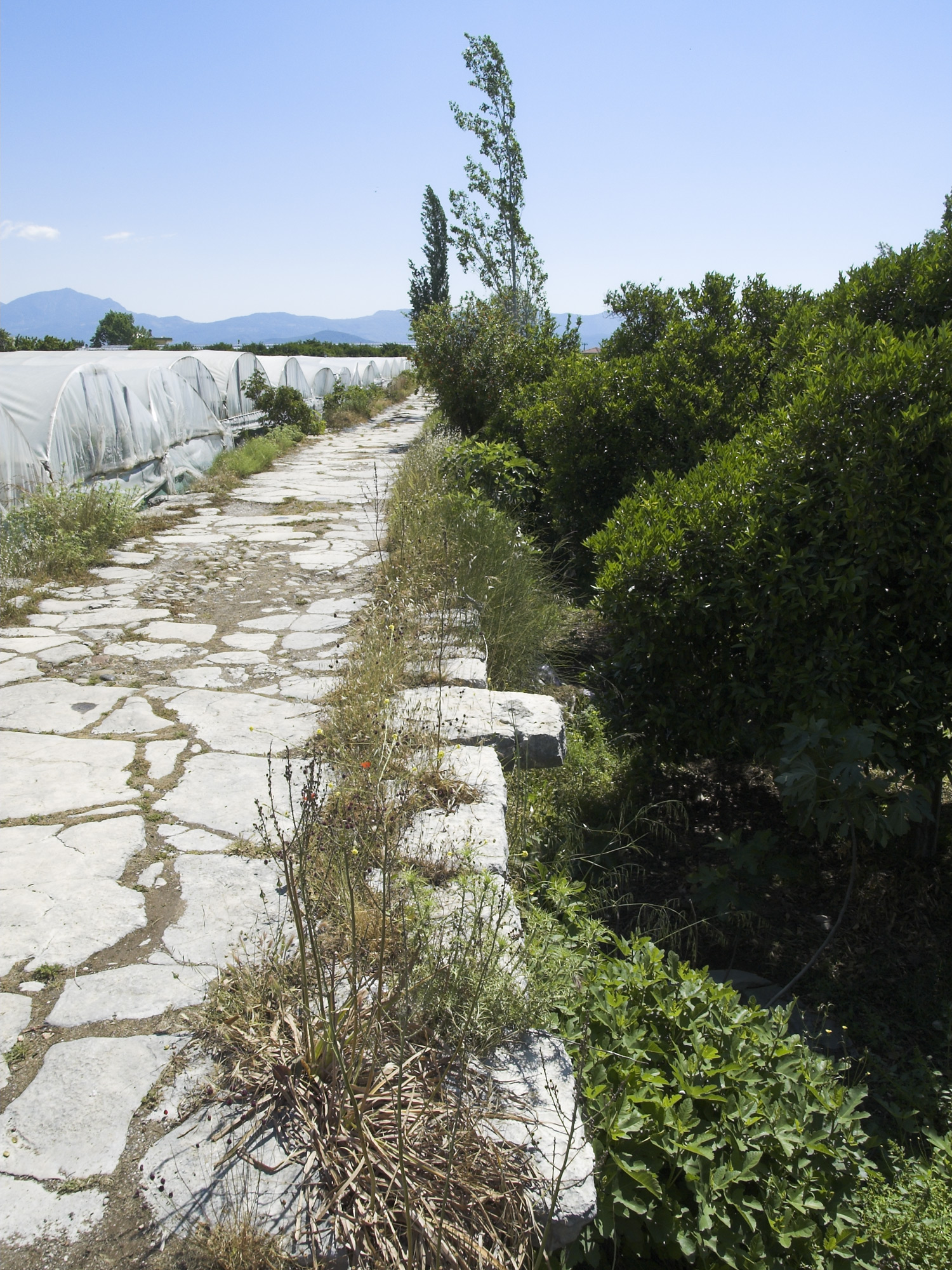
Kraagsteen boven de derde boog

Het is onduidelijk waarom de intercolumnia groepsgewijs van elkaar afwijken. In elk geval kan het niet worden verklaard als aanpassing aan de vorm van de rivierbedding. De verandering van spanbreedte kan erop wijzen dat verschillende gewelframen zijn gebruikt bij de bouw van de tongewelven.
De breedte van de pijlers kon door Wurster en Ganzert in één geval worden bepaald op 2,10 m (tussen bogen 26 en 27). Trekt men deze waarde af van de 12,75 van de gemiddelde boog, dan is de gemiddelde spanwijdte 10,65. Aangezien alle segmentbogen een hoogte van rond de twee meter bezaten, is de verhouding tussen de spanwijdte en hoogte een ongebruikelijke 5,3:1. Zulke vlakke bogen waren destijds zeldzaam bij de aanleg van stenen bruggen en bleven dat tot de hernieuwde opkomst van de segmentboogbrug in het Italië van de veertiende eeuw. De grootste boog van de brug bij Limyra heeft zelfs een spanwijdte die haar hoogte met 6,4 overtreft. De overspanning van de twee gerestaureerde bogen bevindt zich met 2,7:1 overigens in het normale bereik van een rondboog.

### Hoogte en wegdek
De totale hoogte van de brug kon, omdat ze grotendeels bedekt is door rivierafzetten, niet worden vastgesteld. Wel kon worden bepaald dat de afstand tussen de boogaanzet en het brugdek ongeveer 3,25 m bedraagt.
Het wegdek vormt een ruw horizontaal vlak: terwijl de hoogte over de bogen 1 tot en met 20 varieert tussen de 20,05 en 20,55 meter ten opzichte van de zeespiegel, daalt ze over de andere zes pijlers naar het oosten naar 19,94 tot 19,66 meter. Gegeven de enorme lengte van het bouwwerk, is deze afwijking minimaal. Aangezien er geen aanwijzingen zijn voor latere aanpassingen, moet de gelijkmatigheid van het wegdek samenhangen met een solide fundering bij de bouw. Opmerkelijk genoeg wijkt de richting van de lengteas van de afzonderlijke delen van de boog hier en daar sterk af van de lengteas van de brug zelf.

### Statica
Onderzoek van het statische aspect van de segmentbogenbrug bewijst de enorme draagkracht van de constructie:
Naar moderne maatstaven voldoet de brug aan de normen van categorie 30 (DIN 1072); dat wil zeggen dat op elke boog een dertig ton zware vrachtwagen zou kunnen staan en elk deel van de brug daarnaast 500 kp/m² zou kunnen dragen. De brug was dus zeer geschikt voor het antieke verkeer.

## Bouwmateriaal
De brug van Limyra is gebouwd uit zowel baksteen, blokken natuursteen en puin.

### Bakstenen bogen

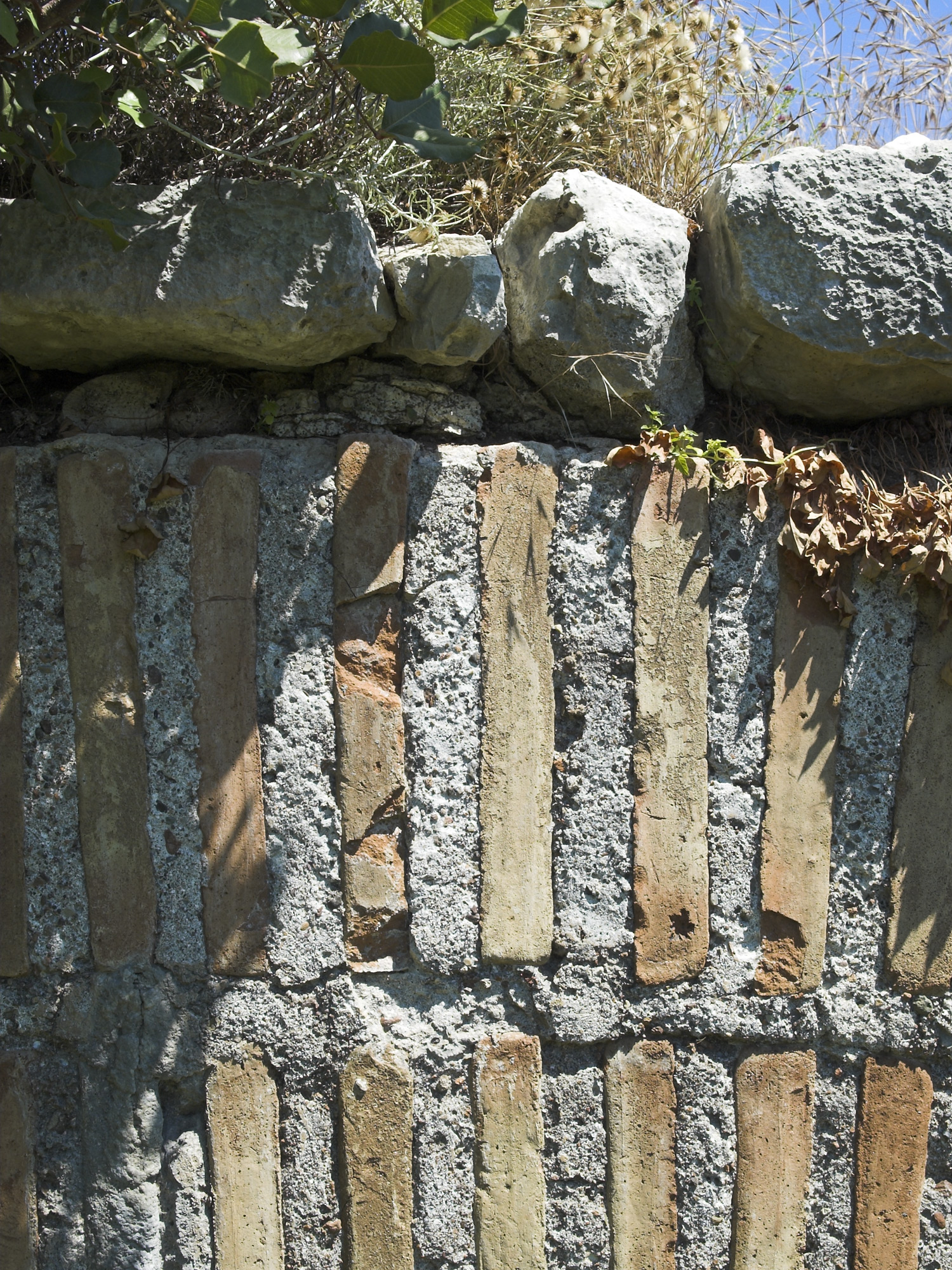
De dubbele laag van tichels boven een boog

De bakstenen tichels in de segmentbogen zijn vervaardigd uit een geel-rode klei waaraan fijn gruis is toegevoegd. De rechthoekige platen meten ongeveer 40 bij 50 cm, zijn ongeveer vijf centimeter dik en staan met hun korte kant in de boog, zodat de dubbele rij boven de boog een gezamenlijke hoogte heeft van tachtig centimeter. In de vier centimeter brede voegen is kalkmortel gebruikt waaraan opnieuw fijn gruis is toegevoegd. De twee rondbogen aan de oostelijke zijde zijn vervaardigd uit kleinere tichels, al zijn ook oudere tichels uit de oorspronkelijke boog hergebruikt. De boogaanzet is gemaakt van vlakke blokken zandhoudende kalksteen.
Doordat de boog bestaat uit twee rijen tichels, was een efficiënt gebruik van de gewelframen mogelijk, aangezien het gewelfraam na de constructie van de onderste laag al kon worden verwijderd om elders opnieuw te worden gebruikt.
Het in twee fasen bouwen van de bovenste lagen van de dubbele tichelboog had twee voordelen. In de eerste fase hoefde het gewelfraam alleen de onderste laag te dragen, zodat het voorwerp lichter kon zijn. In de tweede kon de last van de bovenste laag volledig door de onderste worden gedragen, terwijl het gewelfraam alweer bij een volgende overspanning kon worden toegepast.

Mogelijk verloop van de werkzaamheden bij het construeren van de
dubbele bogen

### Pijler en bovenbouw
Voor zover valt na te gaan is de brug van boog 2 tot en met boog 21 voorzien geweest van een tichelbekleding die vier lagen telde, waarop een kern van beton en puin aansluit. Tussen de bogen 22 en 26 is de kern vervaardigd van blokken natuursteen. De gerestaureerde bogen 27a en 27b vallen op doordat het gebruikte puin klein is en tussen de daarop geplaatste tichels weinig structuur is. Aan onderkant van boog 26 is nog te zien hoe het gewelfraam geplaatst moet zijn geweest.
De kern van de bogen en pijlers bestaat uit een mengsel van mortel, puin en grote stenen uit de rivier.

### Plaveisel
Slechts zo'n 30-40 centimeter boven het hoogste punt van de boog bevindt zich het plaveisel van onregelmatig gevormde, opvallend grote platen kalksteen, die aan beide kanten ongeveer tien centimeter over de rand heen uitsteken. De toepassing van kleine kiezelstenen uit de rivier toont opnieuw dat de oostelijke twee bogen een latere reparatie zijn. Het wegdek is 3,55 tot 3,70 meter breed en verbreedt zich op de bruggenhoofden tot 4,30 meter.

## Datering

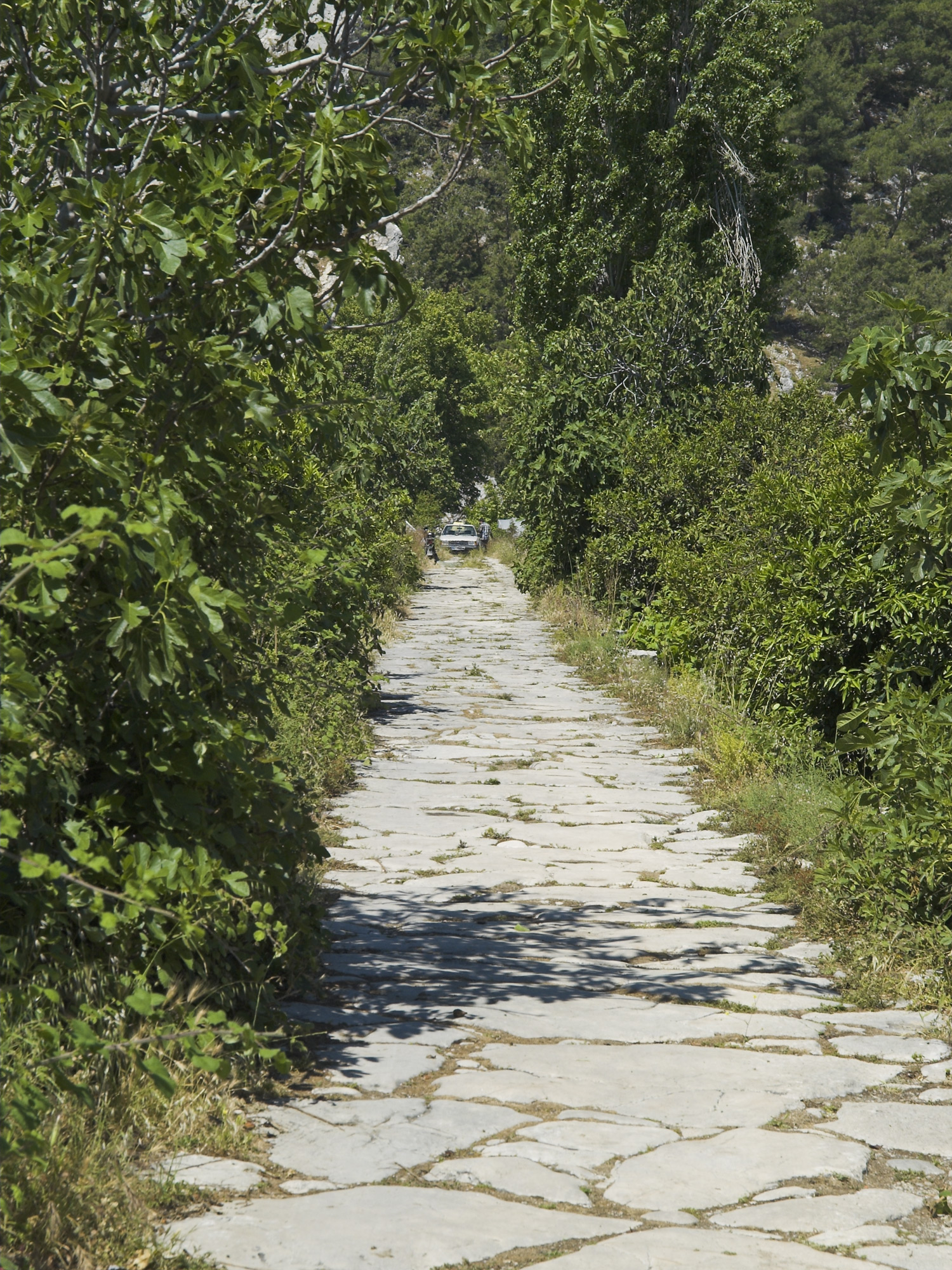
De brug, bedekt met vegetatie

De datering van de brug van Limyra wordt door het buitengewone karakter van het bouwwerk en het gebrek aan vergelijkbaar onderzoek naar Romeinse bruggen behoorlijk bemoeilijkt. Enkele aanwijzingen zijn er echter wel.
- De constructie bestaat uit verschillende overspanningen, heeft een horizontaal wegdek en kent op de bruggenhoofden nauwelijks een helling;
- zeer vlakke segmentbogen, bestaande uit dubbele, taps uitlopende tichelgewelven;
- gebruik van mortel;
- bekleding uit puin en tichels, deels uit blokken natuursteen;
- bijzonder grote stenen als plaveisel.[16]

In tegenstelling hiertoe werd in de meeste Romeinse bruggen uit de klassieke tijd natuursteen benut voor de bekleding en voor de taps toelopende stenen in het eigenlijke gewelf, wat in Lycië ook gebruikelijk was als een gewelf moest worden gebouwd. In vergelijking tot de massieve en ook hoge, op rondbogen rustende Romeinse bruggen, is de segmentbogenbrug van Limyra vlakker en oogt ze uitgestrekter. Dit bracht Wurster en Ganzert tot de suggestie van een late datering in bijvoorbeeld de tijd van keizer Justinianus (527-565). Voor deze periode zijn in Lycië de combinaties van tichels en natuursteen ook goed geattesteerd.
Omdat deze gemengde techniek al bij de bouw van het derde-eeuwse aquaduct in het nabijgelegen Aspendus is toegepast, en omdat de Romeinen niet helemaal onbekend waren met de segmentboog, zoals de archeologen aan de hand van voorbeelden illustreren, is een eerdere datering -bijvoorbeeld aan het einde van de tweede of in de loop van de derde eeuw- eveneens mogelijk. Dit lijkt momenteel de waarschijnlijkere datering, aangezien in de tussentijd nog zeven andere, altijd kleinere en minder goed bewaard gebleven, bruggen met segmentbogen zijn gedocumenteerd.
Tot slot kan worden gewezen op de resten van de Romeinse brug bij Kemer, die zeker uit de derde eeuw stamt en waarvan de structuur enkele overeenkomsten heeft met die bij Limyra. Deze brug bevindt zich slechts één dal verder en overspant de rivier de Xanthos.

## Foto's

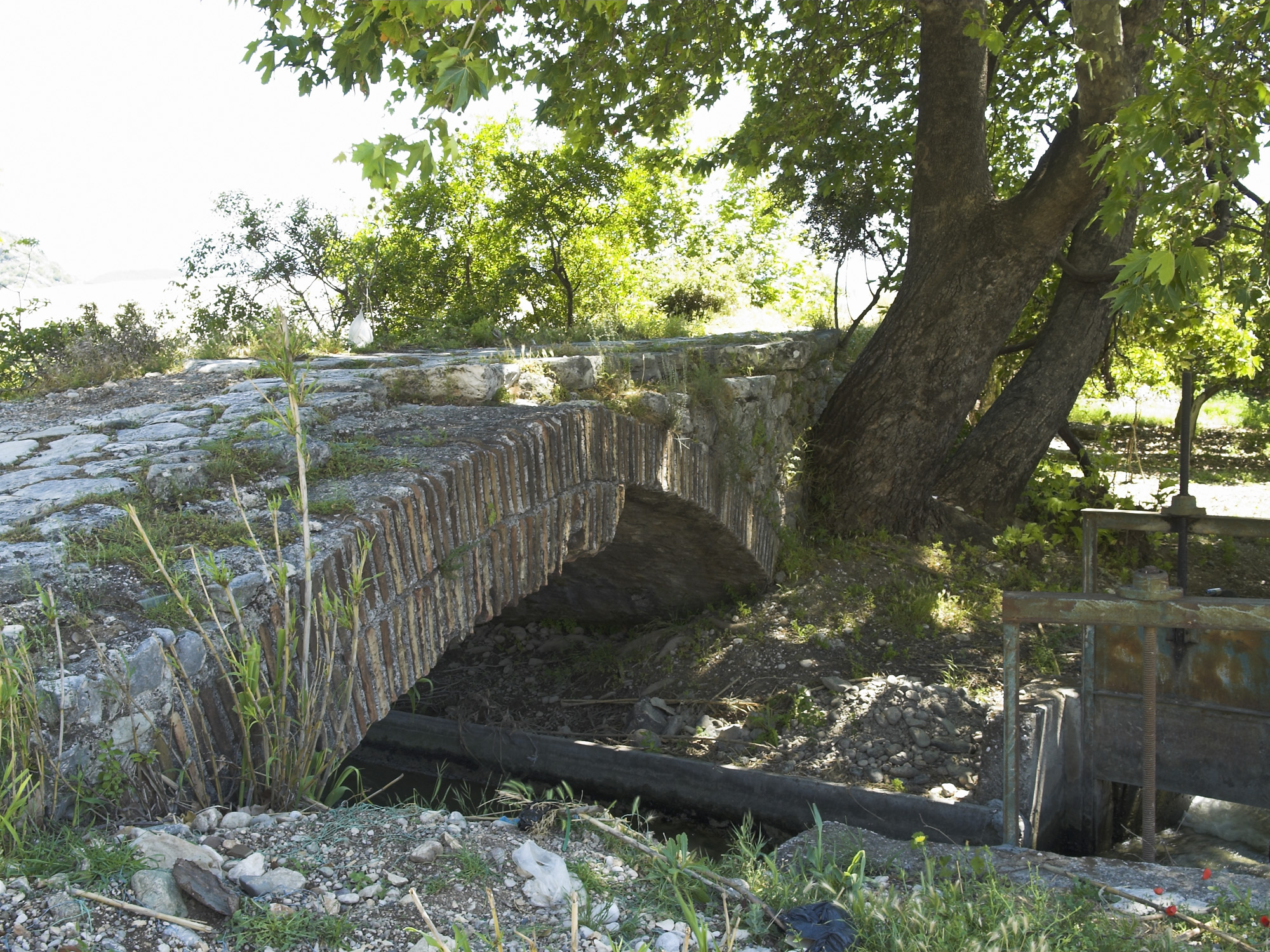
Eerste boog, gezien vanaf het zuiden.
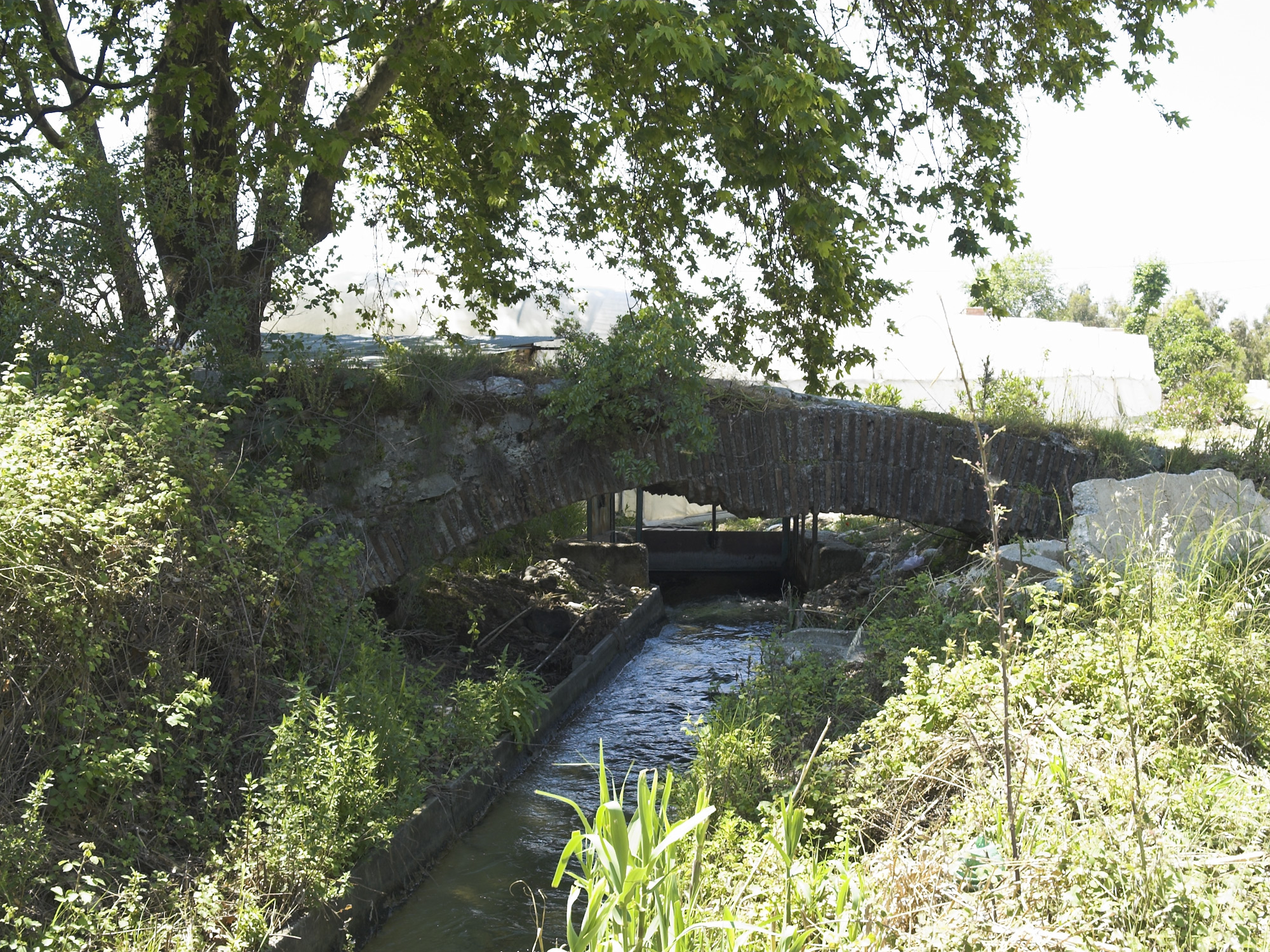
Eerste segmentboog, noordzijde.
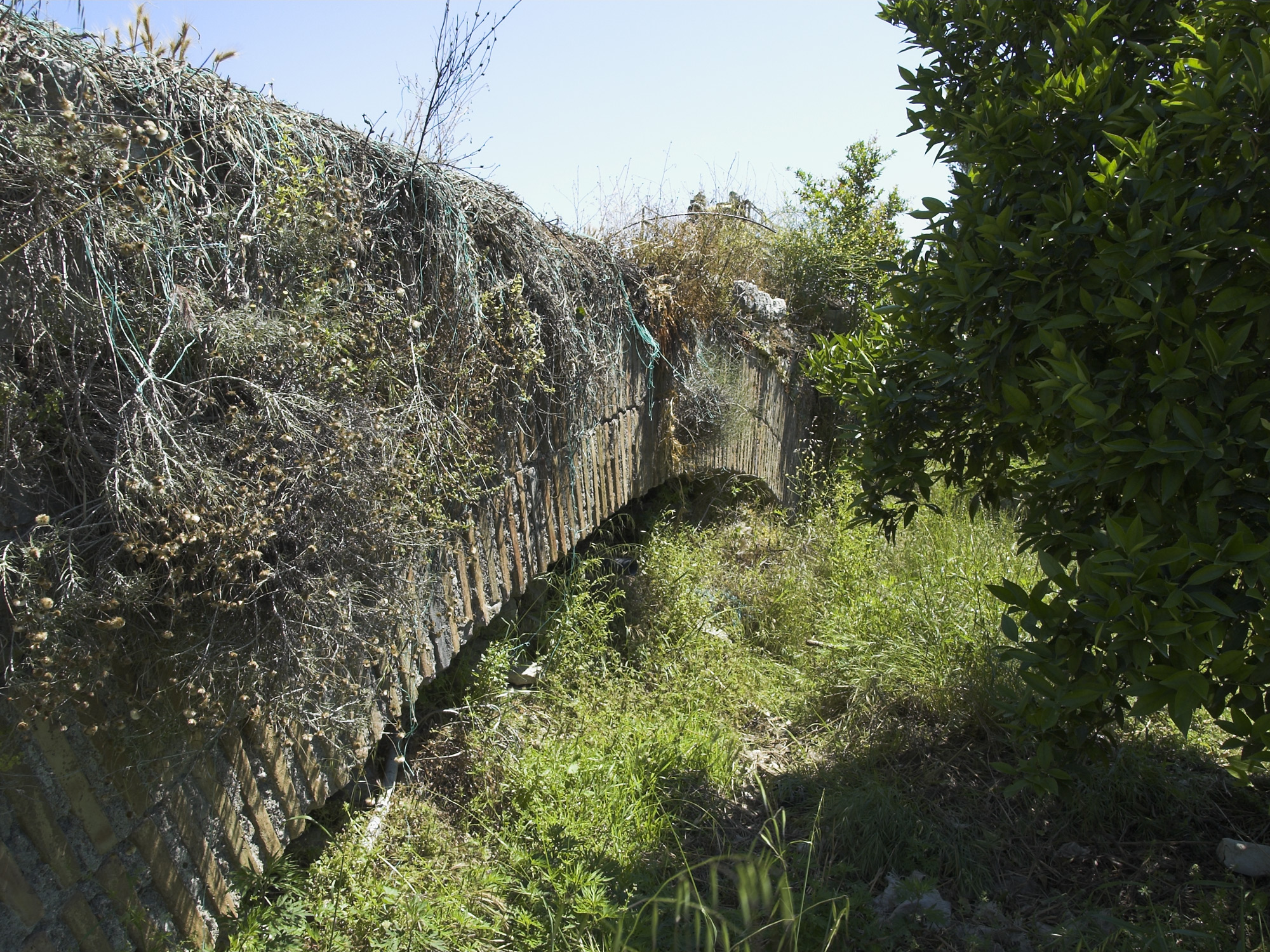
Zesde boog, gezien vanaf het zuiden.
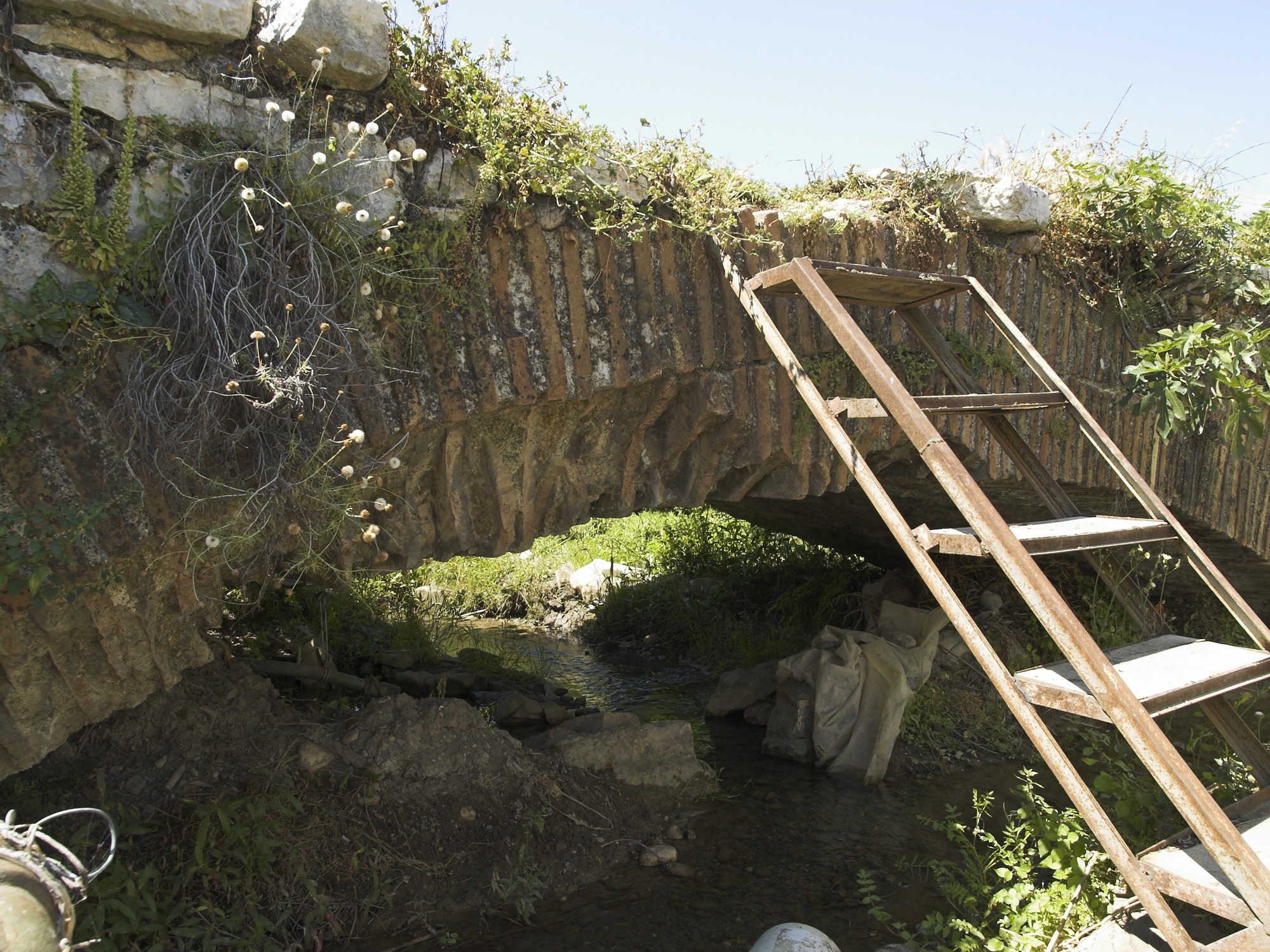
Zesde en vijfde boog, gezien uit het noorden.
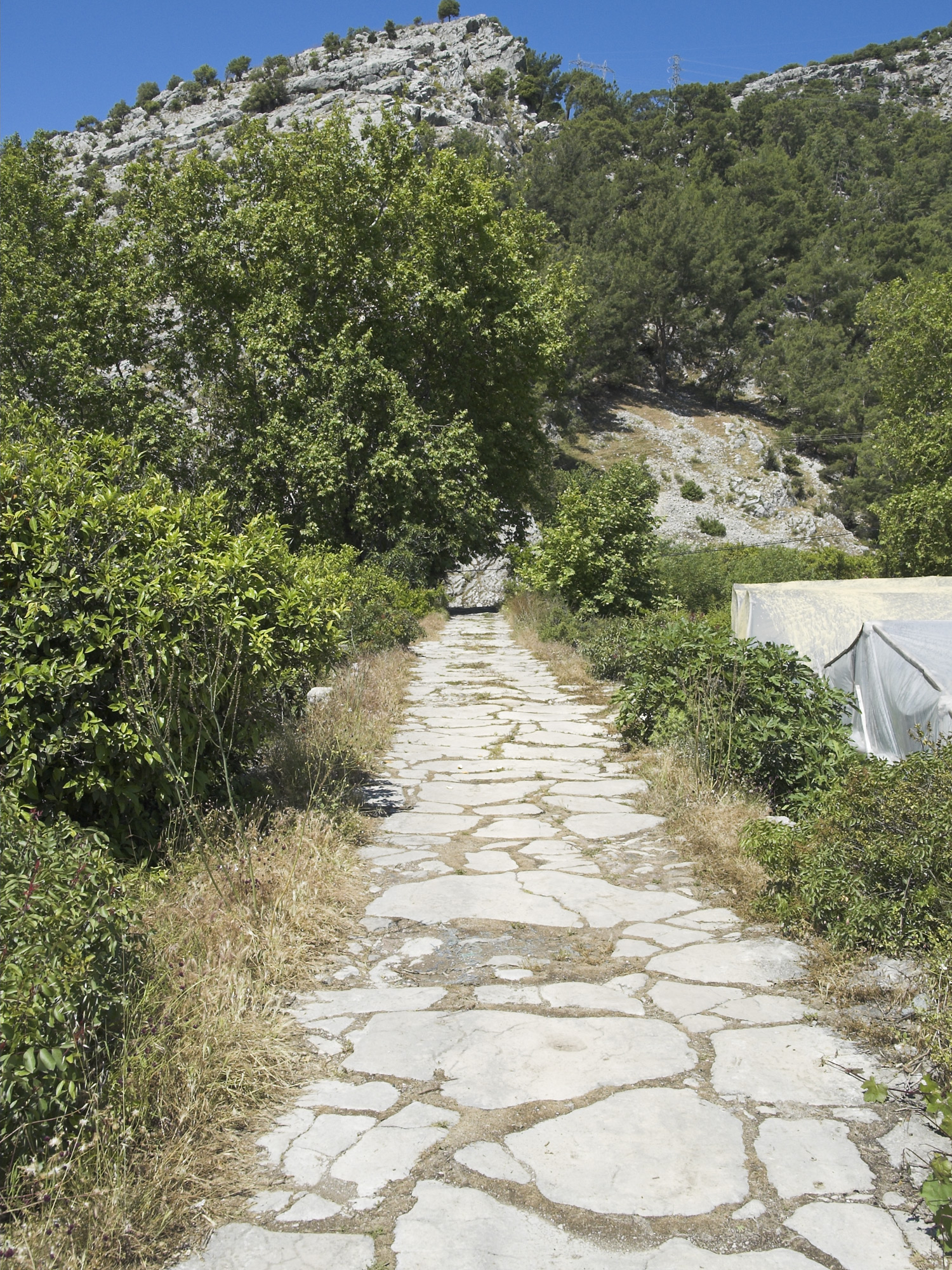
Aanblik over de brug naar het westen.
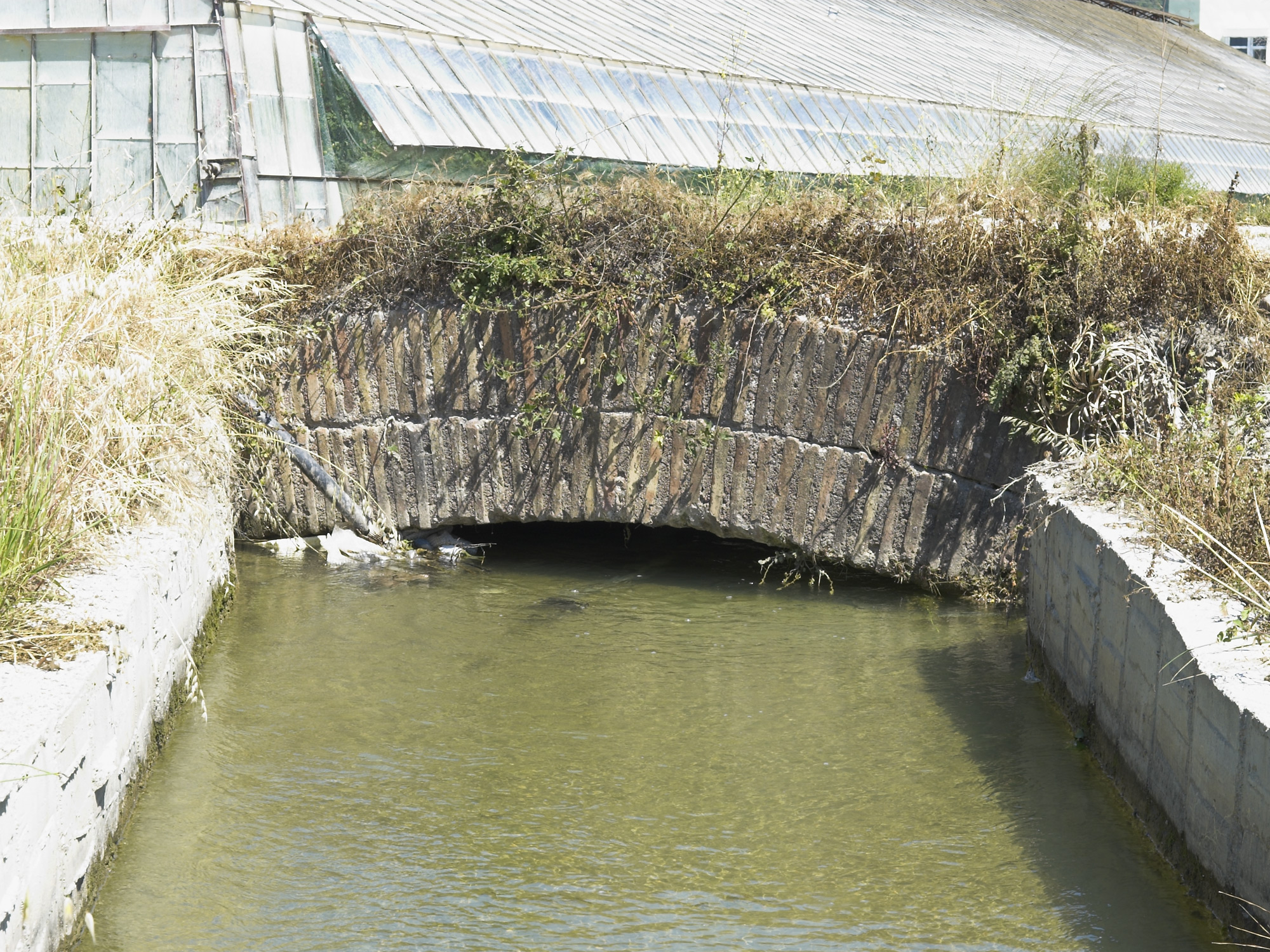
Twaalfde boog, vanuit het noorden.
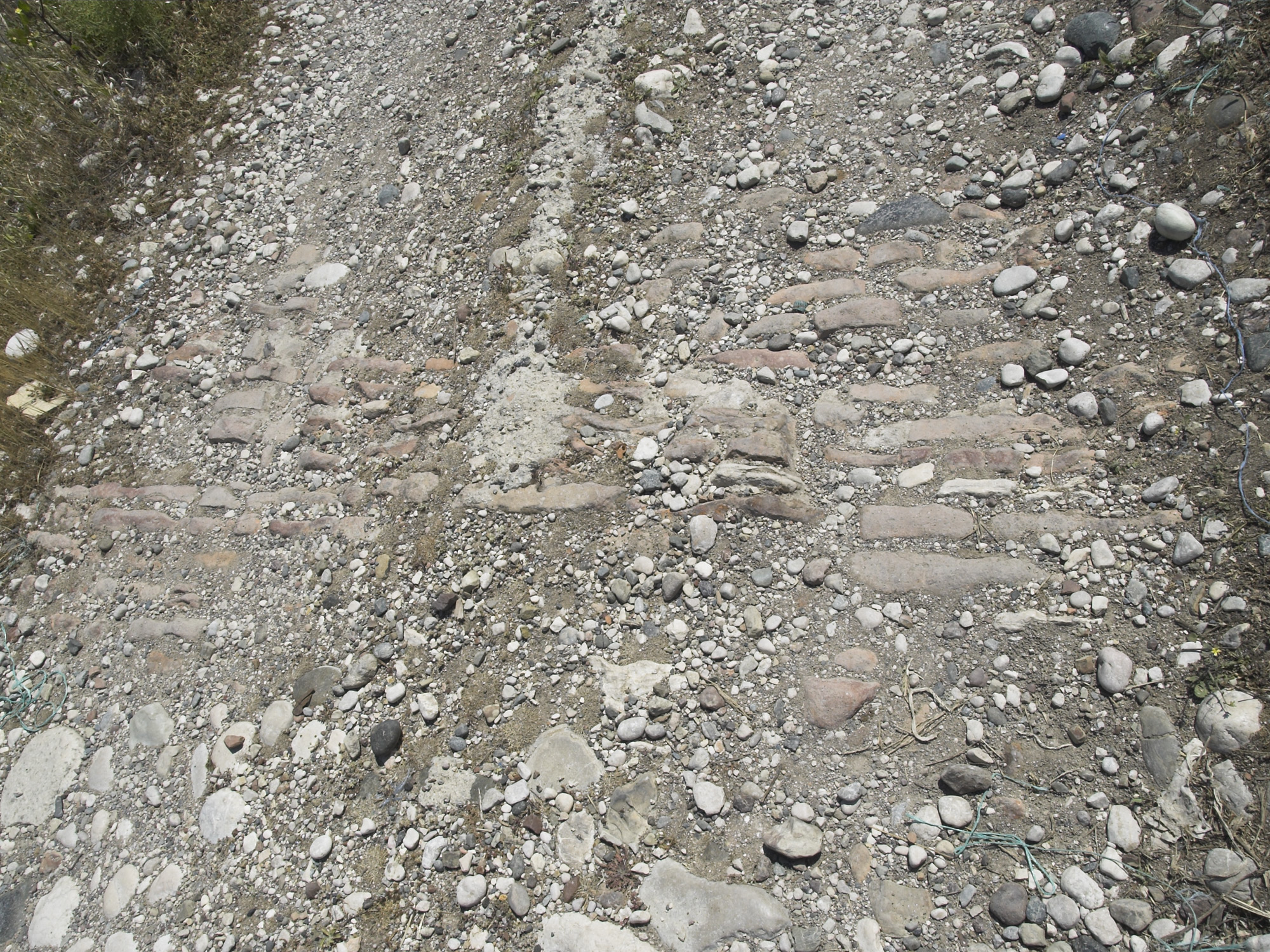
Plaveisel van de brug.
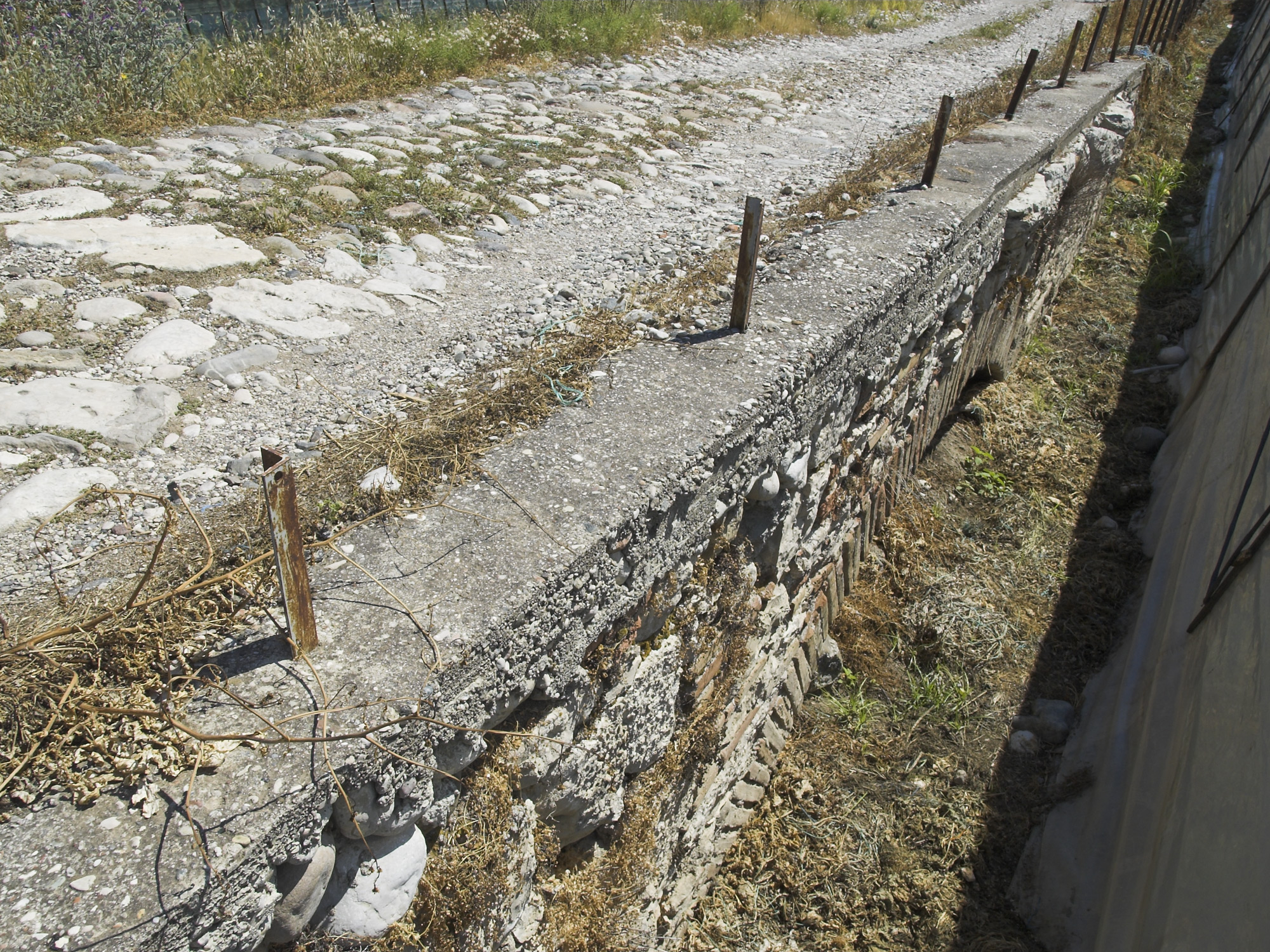
Oostelijk bruggenhoofd.

## Voetnoten
1. ↑  Wurster & Ganzert (1978) blz.288. Landkaarten en schetsen ontbreken in deze verslagen.
2. ↑  Wurster & Ganzert (1978) blz.289-290.
3. ↑  O'Connor (1993) blz.126: "Wurster en Ganzert beschrijven de opmerkelijke brug van Limyra. […] Het opvallendste aspect ervan is dat deze rust op segmentbogen. […] Men neemt aan dat de brug Romeins is. Indien dat zo is, is het een van de zeer weinige Romeinse stenen segmentboogbruggen."
4. ↑  Wurster & Ganzert (1978), blz.288.
5. ↑  Wurster & Ganzert (1978), blz.289.
6. ↑  Wurster & Ganzert (1978), blz.303.
7. ↑  Wurster & Ganzert (1978), blz.303 en 295.
8. ↑  Wurster & Ganzert (1978), blz.288 en 291.
9. ↑  Wurster & Ganzert (1978), blz.289-290.
10. 1 2  Wurster & Ganzert (1978), blz.291.
11. ↑  Wurster & Ganzert (1978), blz.292.
12. ↑  Wurster & Ganzert (1978), blz.292, afbeelding 5; blz.295.
13. ↑  Wurster & Ganzert (1978), blz.295-296.
14. ↑  Wurster & Ganzert (1978), blz.299. DIN 1072 verwijst naar het Deutsches Institut für Normung.
15. ↑  Wurster & Ganzert (1978), blz.292-293.
16. 1 2  Wurster & Ganzert (1978), blz.299.
17. 1 2  Wurster & Ganzert (1978), blz.293.
18. ↑  Wurster & Ganzert (1978), blz.295.
19. ↑  Wurster & Ganzert (1978), blz.301, 300 voetnoot 10 en 301-302.
20. ↑  Wurster & Ganzert (1978), blz.299, 302 voetnoot 13, 303 voetnoot 18, 304-307, 300.
21. ↑  O'Connor (1993), blz.171.
22. ↑  Wurster & Ganzert (1978), blz.307.